# تويوتا كورونا
تويوتا كورونا (تعني باللاتينية: الإكليل) وهي إحدى طرازات شركة تويوتا للسيارات.
بدأ إنتاجها عام 1957 وتوقف عام 2002 وكانت من أوائل السيارات التي بدأت تويوتا بإنتاجها مثل طرازي كراون ولاند كروزر. تعددت أشكالها بالبداية وكان منها سيارة ركاب أو شاحنة، وكان منافسها هو طراز نيسان بلو بيرد.
نجحت السيارة عالمياً وكان لها عدّة مسميات مثل كورونا مارك 2 التي تغيرت فيما بعد لطراز كريسيدا عام 1973م، وفي أوروبا كان اسمها كارينا حتى استبدلتها الشركة بطراز أفينسيس الذي كان موجهاً لأوروبا وبعض مناطق الشرق الأوسط عام 2002. أدى تشابه الأسماء إلى خطأ شائع في الخلط بين الطرازين كورونا وكورولا.
للسيارة 11 جيلاً انتهى آخرها عام 2002.

## معرض صور

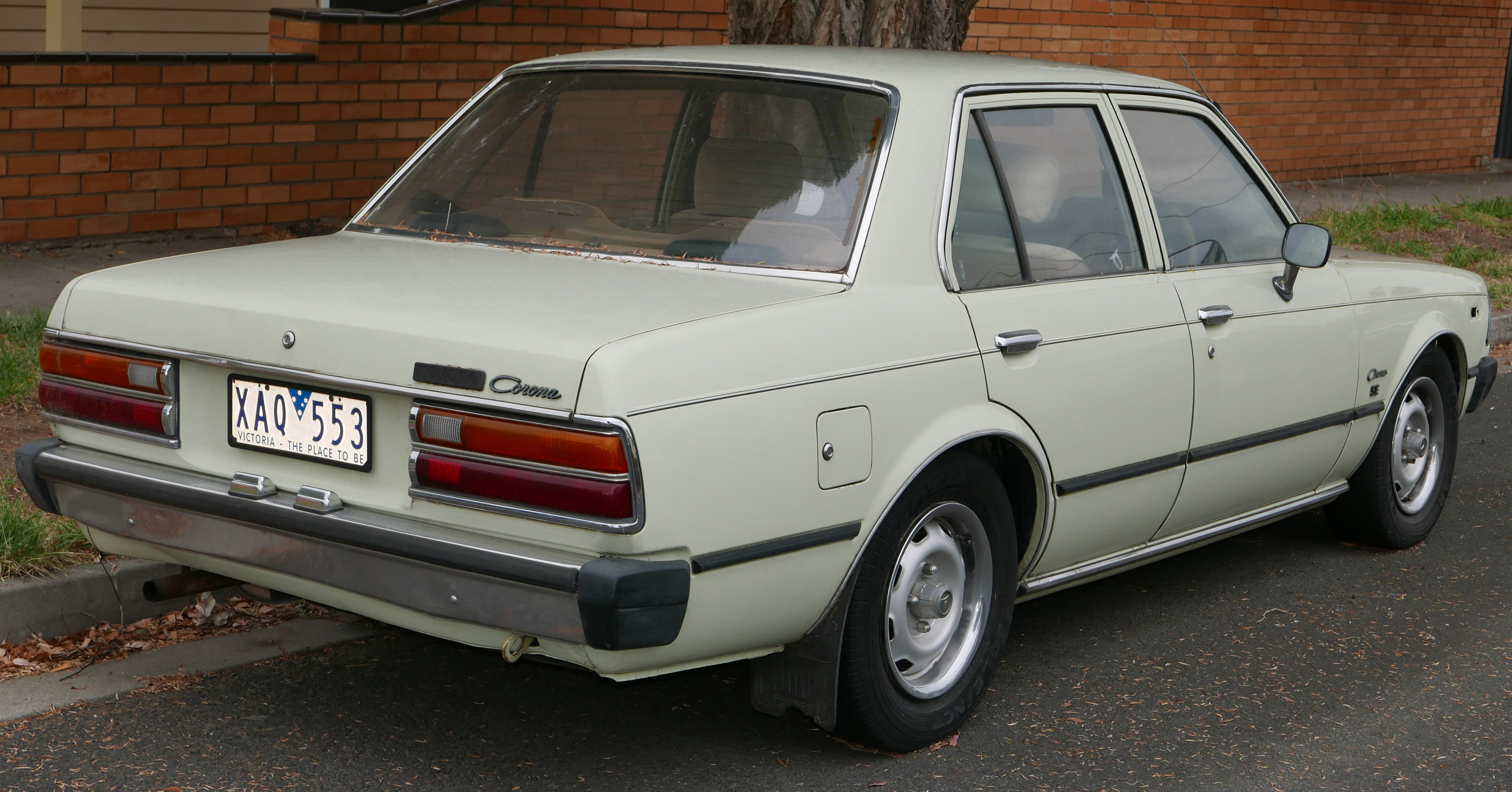
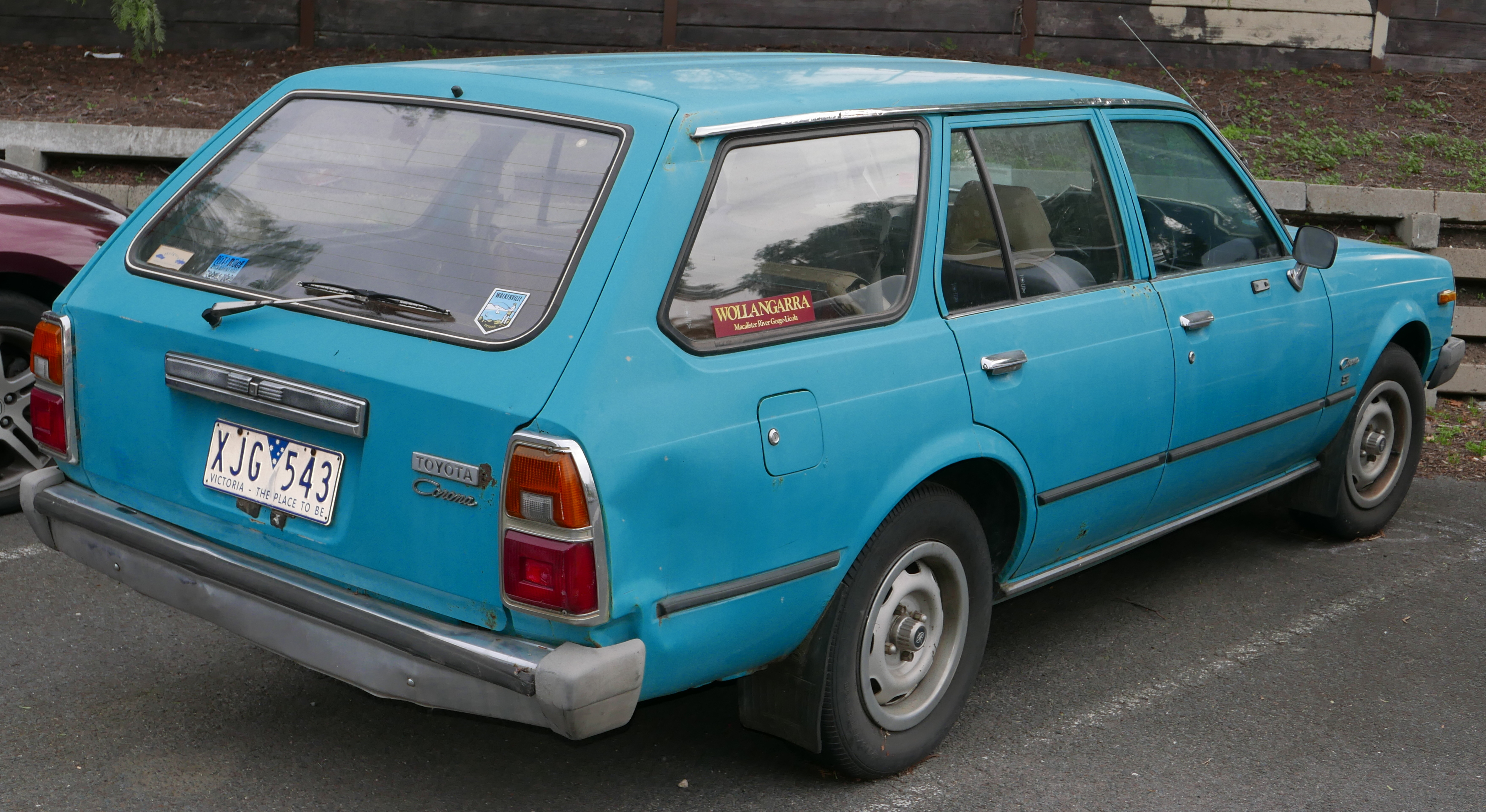
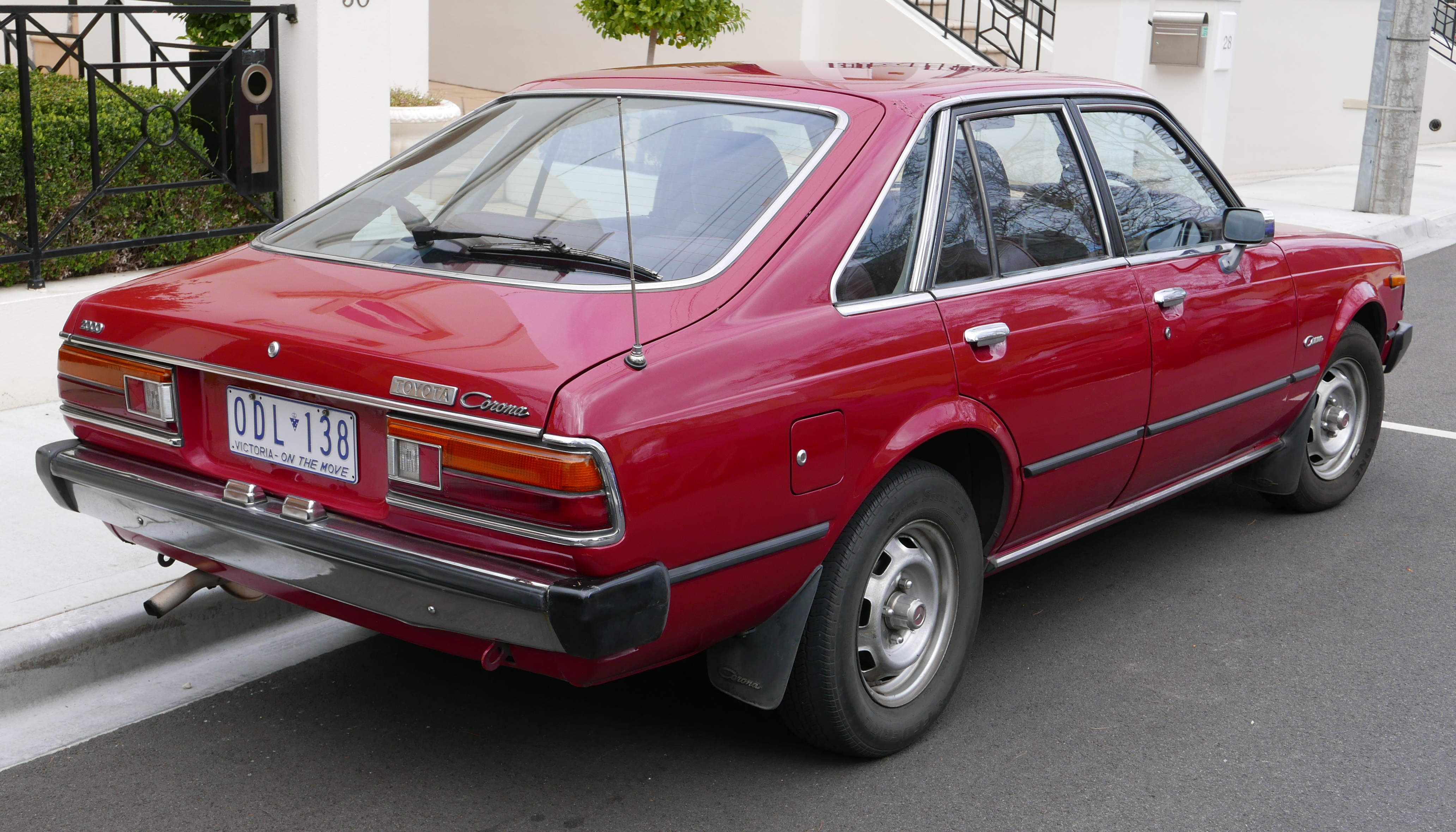